# Южноазербайджанская Википедия
Южноазербайджанская Википедия (азерб.  آزربایجانجا ویکی‌پئدییا) — раздел Википедии, открытый 22 июля 2015 года и написанный на диалекте азербайджанского языка, известном как «южноазербайджанский» и использующем арабскую письменность.

## История
Южноазербайджанский раздел Википедии был открыт в 2015 году. Используется арабица.
18 сентября 2016 года была написана 10-тысячная статья.
В 2017 году раздел довольно быстро рос, а 27 мая 2017 года была написана 20-тысячная статья.
2 сентября 2017 года была написана 40-тысячная статья.
В 2020 году также усилился рост статей в разделе. По состоянию на 30 марта 2020 года раздел поднялся на 40-е место, обойдя азербайджанскую Википедию. Однако содержание статей оставляет желать лучшего, о чем свидетельствует небольшая глубина раздела.
На данный момент[когда?] количество статей в южноазербайджанской Википедии составляет 243 361, благодаря чему раздел находится на 45-месте.